# Гай-Ридж (Міссурі)
Гай-Ридж (англ. High Ridge) — переписна місцевість (CDP) в США, в окрузі Джефферсон штату Міссурі. Населення — 4242 особи (2020).

## Географія
Гай-Ридж розташований за координатами 38°27′39″ пн. ш. 90°32′2″ зх. д. / 38.46083° пн. ш. 90.53389° зх. д. (38.460867, -90.533917).  За даними Бюро перепису населення США в 2010 році переписна місцевість мала площу 9,85 км², уся площа — суходіл.

## Демографія
Згідно з переписом 2010 року, у переписній місцевості мешкало 4305 осіб у 1688 домогосподарствах у складі 1134 родин. Густота населення становила 437 осіб/км².  Було 1800 помешкань (183/км²).
Расовий склад населення:
| - 96,8 % — білих - 0,8 % — азіатів - 0,4 % — корінних американців - 0,4 % — чорних або афроамериканців |

До двох чи більше рас належало 1,0 %. Частка іспаномовних становила 1,9 % від усіх жителів.
За віковим діапазоном населення розподілялося таким чином: 23,3 % — особи молодші 18 років, 66,1 % — особи у віці 18—64 років, 10,6 % — особи у віці 65 років та старші. Медіана віку мешканця становила 36,9 року. На 100 осіб жіночої статі у переписній місцевості припадало 101,5 чоловіків;  на 100 жінок у віці від 18 років та старших — 99,2 чоловіків також старших 18 років.
Середній дохід на одне домашнє господарство  становив 58 702 долари США (медіана — 54 510), а середній дохід на одну сім'ю — 65 678 доларів (медіана — 59 266). Медіана доходів становила 41 046 доларів для чоловіків та 40 442 долари для жінок. За межею бідності перебувало 12,2 % осіб, у тому числі 15,9 % дітей у віці до 18 років та 15,0 % осіб у віці 65 років та старших.
Цивільне працевлаштоване населення становило 2080 осіб. Основні галузі зайнятості: освіта, охорона здоров'я та соціальна допомога — 20,8 %, будівництво — 15,4 %, виробництво — 10,5 %, роздрібна торгівля — 10,2 %.